# حدوة الحصان مستديرة الثمار
حدوة الحصان مستديرة الثمار (باللاتينية: Hippocrepis cyclocarpa) نوع نباتي يتبع جنس حدوة الحصان من الفصيلة البقولية.

## الموئل والانتشار
موطن هذا النوع في مصر والمغرب العربي وكريت وكذلك في جنوب إسبانيا.